# Grünangerkirche Neuberg

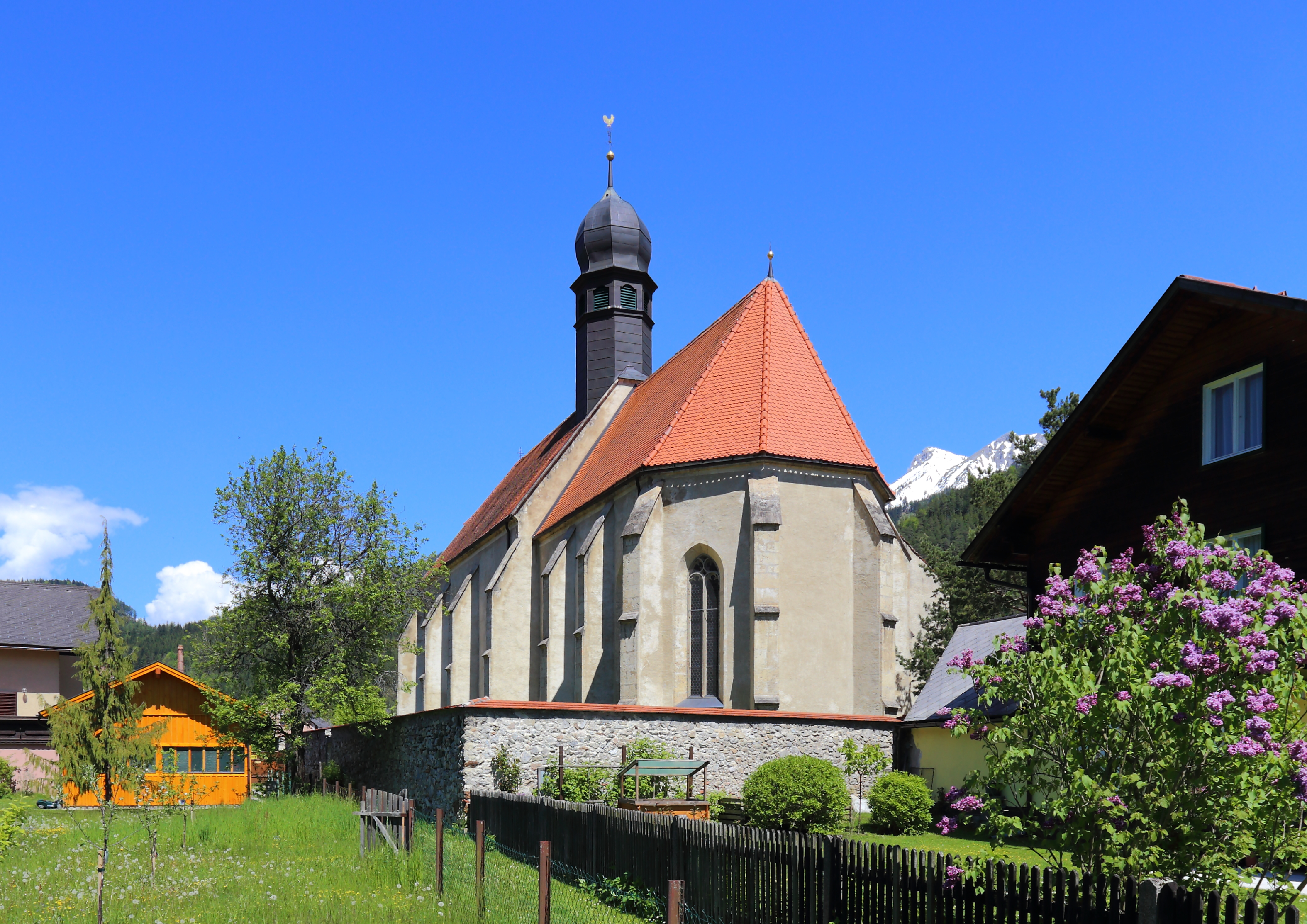
Ansicht von Süden

Die einheitlich spätgotische Kirche Maria Himmelfahrt am grünen Anger (Grünangerkirche) ist ein denkmalgeschütztes Objekt (Listeneintrag) im Weiler Alpl, Ortschaft Neuberg, in der Gemeinde Neuberg an der Mürz in Österreich.

## Geschichte
Die Kirche wurde in den Jahren 1477–1522 für eine Bruderschaft errichtet und in der Mitte des 17. Jahrhunderts zur Pfarrkirche von Neuberg erhoben. Ab 1786 verlagerte sich mit der Aufhebung des Stiftes das Pfarrleben in die Stiftskirche und die Grünangerkirche verlor an Bedeutung. 1994 erwarb die Pfarre Neuberg das Gebäude von den Bundesforsten und begann mit der Sanierung. Bei den Renovierungsarbeiten, welche 1998 abgeschlossen wurden, wurden Secco-Malereien aus der Frührenaissance entdeckt.

## Architektur
An das dreijochige Langhaus schließt der eingeschnürte zweijochige Chor mit 5/8-Schluss an. Die Räume weisen Sternrippengewölbe auf, die auf Runddiensten ruhen. Im Westen ruht die Empore auf Achteckpfeilern. Am Triumphbogen befindet sich eine Inschrift mit der Jahreszahl 1513, unter dem Portal der Sakristei ein Schriftband mit der Zahl 1514.

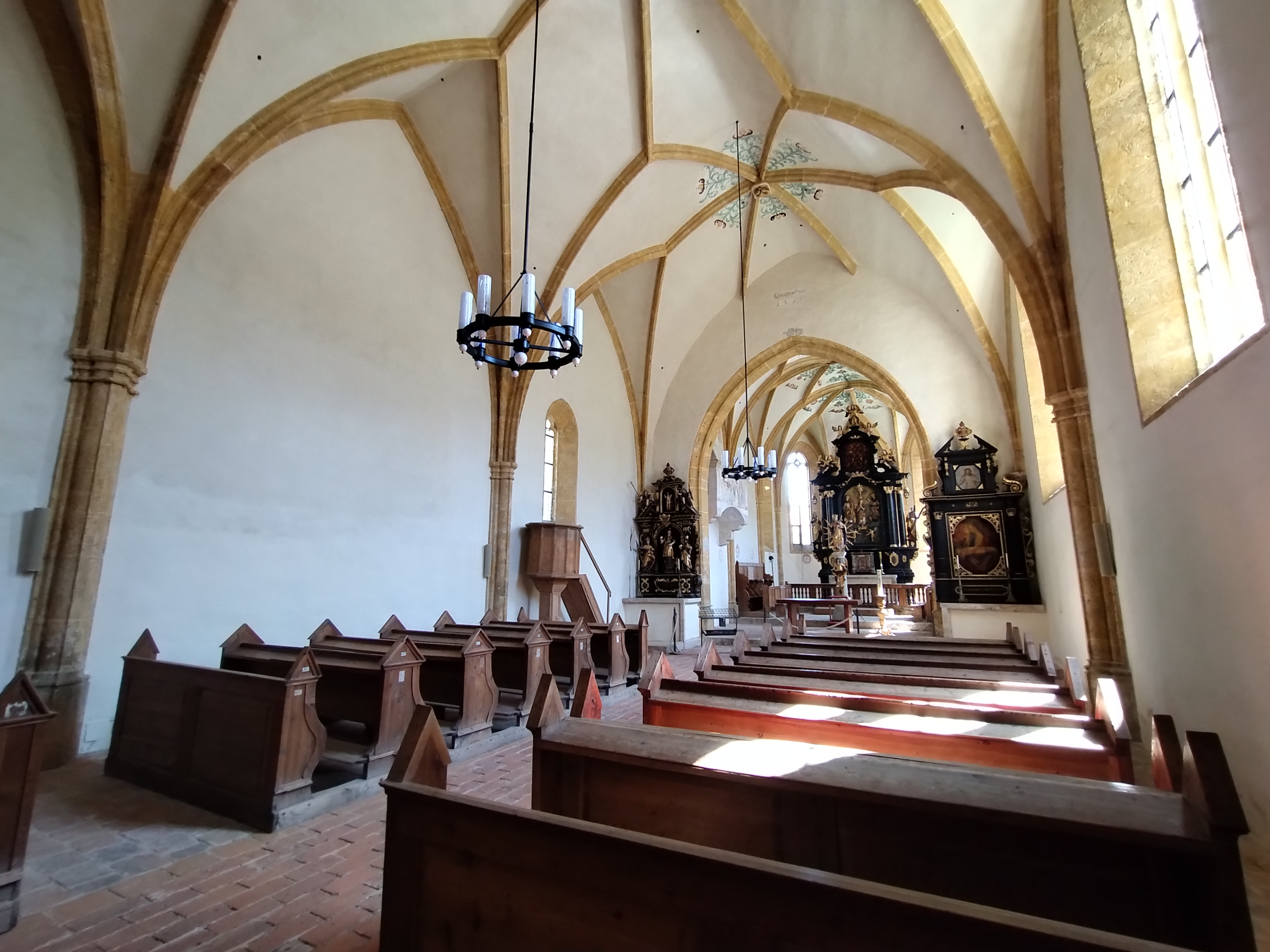
Die Grünangerkirche innen

Die Fenster sind als zwei- und dreibahnige Maßwerkfenster ausgeführt. In der Westfassade befindet sich in einer Vorhalle das verstäbte spitzbogige Portal. Auf dem Dach sitzt ein achtseitiger Dachreiter mit Zwiebelhelm. Die Ausstattung (Altäre, Kanzel) stammt aus der zweiten Hälfte des 17., das Chorgestühl aus dem 16. Jahrhundert. Auch der Kirchhof, ein ehemaliger Friedhof, und die Ummauerung stehen unter Denkmalschutz.